# 清原雄風
清原 雄風（きよはら おかぜ/たかかぜ、1747年（延享4年）- 1810年9月18日（文化7年8月20日））は、江戸時代中期から後期の歌人、医師である。本姓は森、通称は忠次郎。字は伯高。号に崑岡、楊柏等がある。

## 経歴・人物
豊後の岡（現在の大分県竹田市）生まれ。初めは亀井南冥から医学を学び、「小沢玄達」の名で父の後を継いで岡藩付の医師を務めた。のち脱藩して、下総の香取等東日本を中心に全国を行脚する。
江戸に入り、加藤千蔭や村田春海らと親交を持ち、歌学を学んだ。その後は多くの著書や歌集を出版し、歌人として名を馳せた。晩年には角田九華が著した『続近世叢語』によって伝えられた、洗顔や整髪を行わず書斎に居住するといった、雄風の奇行が今日も受け継がれている。

## 主な著作物
- 『怜野集』- 雄風の代表的著書。全12巻からなり、『万葉集』や『古今和歌集』等を勅撰した和歌集。春夏秋冬、恋歌、雑歌に分類され、その歌数は約15000首に及ぶ。1806年（文化3年）に刊行。